# Universo
Az Universo (magyarul: Világegyetem) Blas Cantó spanyol énekes dala, mellyel Spanyolországot képviselte volna a 2020-as Eurovíziós Dalfesztiválon Rotterdamban. A dal spanyol nyelven hangzott volna el a május 16-i döntőben.

## Eurovíziós Dalfesztivál
2020. január 21-én vált hivatalossá, hogy az Universo című dalt választotta ki a spanyol televízió Blas Cantó számára az Eurovíziós Dalfesztiválra. A dalt végül 2020. január 30-án mutatták be. A dal videoklipjét Tenerife és Lanzarote városában forgatták. Érdekesség, hogy a megjelenést követő napon az Operación Triunfo című tehetségkutatóban adták elő először dalt élőben, amely műsor az előző két évben Spanyolország nemzeti döntőjéül szolgált.
Az Eurovíziós Dalfesztiválon a dalt először a második elődöntő május 13-i főpróbáján adták volna elő és mellett automatikus döntősként a május 16-i döntőben versenyzett volna, azonban március 18-án az Európai Műsorsugárzók Uniója bejelentette, hogy 2020-ban nem tudják megrendezni a versenyt a COVID–19-koronavírus-világjárvány miatt. A spanyol műsorsugárzó jóvoltából az énekes lehetőséget kapott az ország képviseletére a következő évben egy új versenydallal.

## Külső hivatkozások
- Dalszöveg (spanyol nyelven). Genius Lyrics
- A dal videóklippje. YouTube-videó, Blas Cantó, 2020. január 30.